# Angolasporrhöna
Angolasporrhöna (Pternistis swierstrai) är en starkt utrotningshotad fågel i familjen fasanfåglar som enbart förekommer i Angola.

## Utseende och läten
Angolasporrhönan är en 33 cm lång hönsfågel med röda näbb och röda ben. Adulta hanen är slående svatvit med ett brett svart bröstband och svartfläckig undersida. På nära håll syns att ovansidan är mörkbrun. Honan har liknande undersida som hanen men ovansidan är ljusare och mer rostfärgad på rygg, mantel och ovansidan av vingarna, Lätet beskrivs som liknande kikuyusporrhönans eller bergsporrhönans kacklande.

## Utbredning och systematik
Fågeln förekommer enbart i bergsskogar i västra Angola (Cuanza Sul till Huila). Den behandlas som monotypisk, det vill säga att den inte delas in i några underarter.

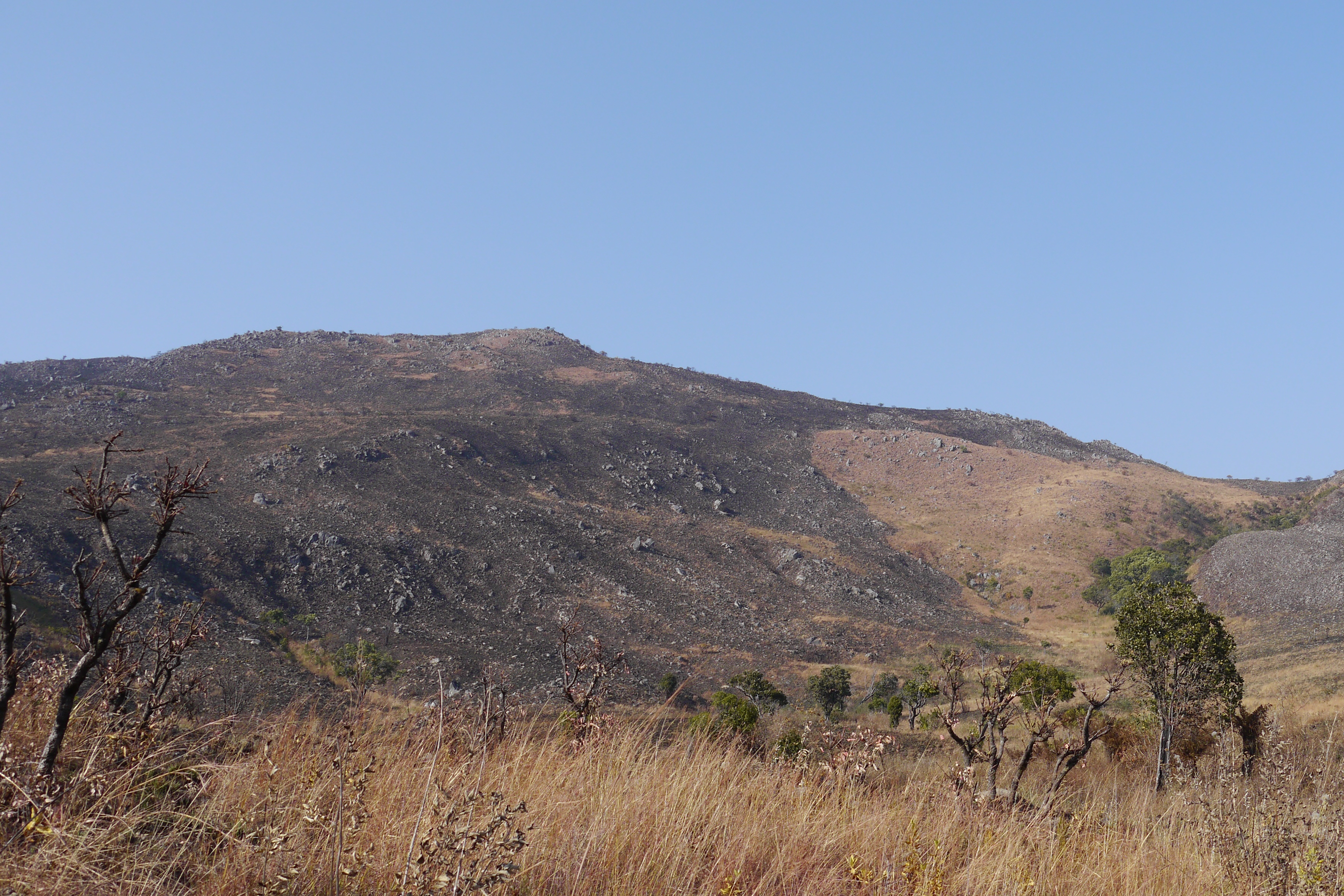
Hälften av världspopulationen av angolasporrhöna återfinns på Angolas högsta berg Morro de Môco.

### Släktestillhörighet
Tidigare placerades den i släktet Francolinus. Flera genetiska studier visar dock att Francolinus är starkt parafyletiskt, där arterna i Pternistis står närmare  t.ex. vaktlar i Coturnix och snöhöns. Även de svenska trivialnamnen på arterna i släktet har justerats från tidigare frankoliner till sporrhöns (från engelskans spurfowl) för att bättre återspegla släktskapet.

## Status och hot
Utbredningsområdet är mycket begränsat och världspopulationen uppskattas till endast mellan 1000 och 2500 vuxna individer. Den tros dessutom minska i antal på grund av habitatförlust. Internationella naturvårdsunionen IUCN kategoriserar därför arten som sårbar.

## Namn
Fågelns vetenskapliga och svenska artnamn hedrar Cornelis Jacobus Swierstra (1874-1952), holländsk och sydafrikansk entomolog och direktör för Traansval Museum 1922-1946.